# فیلم پونی کوچولو (موسیقی متن)
فیلم پونی کوچولو (موسیقی متن اصلی فیلم) آلبوم موسیقی متن فیلم ۲۰۱۷ فیلم پونی کوچولو است. این آلبوم موسیقی متن فیلم در تاریخ ۲۲ سپتامبر ۲۰۱۷ توسط آرسی‌ای رکوردز منتشر شد.     